# Fanuatapu
Fanuatapu in een onbewoond eiland 2,5 km ten oosten van Samusu point op Upolu, Samoa.
Het is het kleinste eiland van de vier Aleipata eilanden, en heeft een oppervlakte van ongeveer 1 hectare en een omtrek van 1,5 km. Het eiland is gevormd uit vulkanisch tufsteen, en het is bebouwd met een automatische vuurtoren.